# Shaban Demiraj
Shaban Demiraj, född den 1 januari 1920 i Vlora i Albanien, död den 30 augusti 2014 i Tirana i Albanien, var en albansk forskare och lingvist. Han var före sin död Albaniens mest kände historisk lingvist sedan Eqrem Çabej.
Shaban Demiraj gick i grundskola i Tirana. Tack vare sin stora passion för språkhistoria lyckades han studera latin, klassisk grekiska och andra stora europeiska språk under den isolationistiska kommunisttiden. Från 1948 till 1954 var han lärare i albansk litteratur och från 1954 till 1990 lärare vid Instituti i Lartë Pedagogjik och blev 1972 professor vid Tiranas universitet. 1989 blev han medlem i Albaniens vetenskapsakademi och var dess ordförande från 1993 till 1997.